# José Montiel
José Arnulfo Montiel Núñez (n. 19 martie 1988, Asunción), cunoscut ca José Montiel, este un fotbalist paraguayan, care evoluează pe postul de mijlocaș ofensiv, fiind în prezent liber de contract. De-a lungul carierei a evoluat în Italia, la Udinese și Reggina, fiind împrumutat de ultimul club în România, la Poli Iași, și în Argentina, la CA Tigre. A făcut parte din lotul Paraguayului la Campionatul Mondial de Fotbal din 2006, având 9 apariții la prima reprezentativă a țării sale și 7 apariții la echipa under-20.

## Carieră
La o vârstă fragedă, José și-a început cariera în orașul său natal la Olimpia de Itá, o subdivizie a Olimpiei Asunción în liga de fotbal a orașului Itauguá. Scouterii Olimpiei l-au remarcat și l-au adus la echipele de tineret ale clubului din Asunción. José a fost un membru de bază a echipei under-15 a Paraguayului care câștigase în acel an Campionatul Sud-American Under-15 din 2004.
Debutul profesional la Olimpia l-a avut pe finalul anului 2004, la vârsta de 16 ani. Viziunea și aptitudinile sale i-au securizat un loc de titular în prima echipă a clubului. În 2005, la vârsta de 17 ani, a făcut pentru prima oară parte din echipa națională de fotbal a Paraguayului.
După Campionatul Mondial de Fotbal din 2006, José a semnat cu Udinese. Totuși, după un singur sezon la club, a fost vândut la Reggina. În sezonul 2008-2009 a fost împrumutat la clubul din Liga I, Poli Iași, unde a ajutat echipa să evite retrogradarea.
Pentru sezonul 2009-2010, Montiel a fost împrumutat la clubul argentinian CA Tigre, făcându-și debutul în a doua zi a turneului Apertura. L-a înlocuit pe Lucas Oviedo în meciul cu Rosario Central. Reajunge în italia în martie 2010. În sezonul 2010-2011 este cumpărat definitiv de către Reggina. În acest sezon a evoluat în 3 meciuri de Serie B.
În 2012 se transferă la Benevento Calcio, unde are 14 apariții în două sezoane, după care devine liber de contract.